# Empfänger (Schifffahrt)
Empfänger (englisch receiver, consignee) ist ein Rechtsbegriff des Seehandelsrechts für den Begünstigten aus einem Seefrachtvertrag.

## Allgemeines
Sein Pendant ist der Befrachter oder ein von diesem beauftragter Ablader, der das Frachtgut dem Verfrachter auf dessen Handelsschiff abliefert. Der Verfrachter ist damit das zwischen Befrachter und Empfänger vermittelnde Transportunternehmen. Da es sich um überseeischen Transport handelt, ist der Empfänger stets auch Importeur, der Befrachter entsprechend Exporteur. Auch beim Frachtvertrag heißt er Empfänger (§ 407 Abs. 1 HGB), der im Frachtbrief (§ 408 Abs. 1 Nr. 5 HGB) und im Konnossement (§ 515 Abs. 1 Nr. 6 HGB) anzugeben ist.

## Rechtsfragen
Nach Ankunft des Gutes am Löschplatz ist der Empfänger gemäß § 494 Abs. 1 HGB berechtigt, vom Verfrachter zu verlangen, ihm das Frachtgut gegen Erfüllung der Verpflichtungen aus dem Stückgutfrachtvertrag abzuliefern. Der Empfänger kann durch Vorlage des Konnossements nach § 494 HGB in Verbindung mit den Allgemeinen Deutschen Spediteurbedingungen (ADSp) die Herausgabe der Güter vom Verfrachter gegen Zahlung der Fracht und Aufwendungen bei „unfrei“ verlangen. Er hat einen einklagbaren Auslieferungsanspruch, wenn das Schiff im Bestimmungshafen angekommen ist.
Ist das Gut beschädigt oder verspätet abgeliefert worden oder verloren gegangen, so kann der Empfänger die Ansprüche aus dem Stückgutfrachtvertrag im eigenen Namen gegen den Verfrachter geltend machen; auch der Befrachter bleibt zur Geltendmachung dieser Ansprüche befugt. Damit haftet der Verfrachter für den ordnungsgemäßen Seetransport; er schuldet dem Empfänger den Beförderungserfolg.
Das gesetzliche Pfandrecht des Verfrachters am Frachtgut besteht gemäß § 495 Abs. 3 HGB auch nach der Ablieferung fort, wenn der Verfrachter es innerhalb von zehn Tagen nach der Ablieferung gerichtlich geltend macht und das Gut noch im Besitz des Empfängers ist.